# Muhammad Ahmad Usman
Muhammad Ahmad Usman (ar. محمد أحمد عثمان; ur. 10 lipca 1920 w Aleksandrii) – egipski zapaśnik walczący w obu stylach. Dwukrotny olimpijczyk. Odpadł w eliminacjach w Londynie 1948 i Helsinkach 1952. Startował w kategorii 67–73 kg w stylu klasycznym.
Czwarty na mistrzostwach świata w 1950 i piąty na mistrzostwach Europy w 1949.
- Turniej w Londynie 1948 – 67 kg

Przegrał z Grekiem Jeorjosem Petmezasem i Węgrem Károly Ferenczem.
- Turniej w Helsinkach 1952 – 73 kg

Zwyciężył Belga Josa De Jonga oraz przegrał z Miklósem Szilvásy z Węgier i Francuzem René Chesneau.